# Viaggio apostolico di Francesco in Ecuador, Bolivia e Paraguay 2015
Per il suo IX Viaggio apostolico papa Francesco si è recato, dal 5 all'8 luglio, in Ecuador, dall'8 al 10 luglio in Bolivia e dal 10 al 13 luglio in Paraguay.
Si tratta della seconda visita di un Pontefice in questi Paesi, dopo quelle di Giovanni Paolo II in Ecuador nel 1985, e in Bolivia e Paraguay nel 1988..